# Марш Радецького
Марш Радецького (нім. Radetzky-Marsch) — популярний марш, написаний 1848 року Йоганном Штраусом на честь фельдмаршала графа Радецького.

## Історія
Марш Радецького був написаний для урочистої зустрічі фельдмаршала Радецького, котрий повертався після придушення повстання в італійських землях Австрійської імперії 1848 року. Вперше виконаний 31 серпня 1848 року на вулицях Відня під час проходження військ.
Згодом став парадним маршем гусарського полку графа Радецького.
В середині XIX ст. австрієць Шрамм, капельмейстер Королівського драгунського гвардійського полку (Британія), запропонував для використання цей марш. Згодом зв'язок полку і маршу ще більше посилився, оскільки 1896 року почесним шефом полку став австрійський імператор Франц Йосиф I, а символом полку став австрійський двоголов. До сьогодні марш Радецького є швидким маршем (англ. Qeeck march) цього полку.

## Сучасне використання
- Маршем Радецького традиційно закінчується новорічний концерт Віденської філармонії.
- Швидкий марш Королівського драгунського гвардійського полку (Велика Британія).